# Andrea Wegener
Andrea Wegener (* 1979) ist eine deutsche Kunsthistorikerin und Museumsleiterin.

## Werdegang
Nach einer Ausbildung zur Gestalterin für visuelles Marketing studierte Andrea Wegener von 2001 bis 2009 Kunstgeschichte und Geschichte an der Heinrich-Heine-Universität Düsseldorf. Bereits während des Studiums war sie Hilfskraft beim Ausstellungsprojekt „Zum Sterben schön! Alter, Totentanz und Sterbekunst von 1500 bis heute“ am Düsseldorfer Kunsthistorischen Seminar unter der Leitung von Andrea von Hülsen-Esch. Seit 2008 arbeitet sie im Essener Domschatz und der Schatzkammer St. Ludgerus in Essen-Werden, zunächst als wissenschaftliche Mitarbeiterin und seit 2017 als Leiterin in der Nachfolge von Birgitta Falk.

## Veröffentlichungen (Auswahl)
- Letzte Blüte. Ausstattung der Essener Stiftskirchen im 18. Jahrhundert – Ein Forschungsbericht. In: Thomas Schilp (Hrsg.): Frauen bauen Europa (= Essener Forschungen zum Frauenstift. Band 9). Essen 2011, S. 391–412.
- Das barocke Hochaltarretabel der Basilika St. Ludgerus in Essen-Werden. In: Das Münster am Hellweg. Band 67, 2014, S. 46–67.
- Zur räumlichen und liturgischen Neustrukturierung der Essener Frauenstiftskirche im 18. Jahrhundert. Ein Forschungsbericht. In: Klaus Gereon Beuckers, Birgitta Falk (Hrsg.): Neue Räume – neue Strukturen. Barockisierung mittelalterlicher Frauenstifte (= Essener Forschungen zum Frauenstift. Band 12). Essen 2014, S. 79–98.
- (Hrsg.): Essen sein Schatz. Die Goldene Madonna. Essen 2019.
- mit Katharina Hülscher, Daniela Krupp (Hrsg.): Goldene Zeiten? Die Restaurierung des Werdener Kruzifixes. Verlag adson fecit, Essen 2019.
- mit Daniela Krupp (Hrsg.): Die Schatzkammer und Basilika St. Ludgerus. Schatzkunst – Skulptur – Gemälde. Verlag adson fecit, Essen 2020.